# 香菜里屋を知っていますか
『香菜里屋を知っていますか』（かなりやをしっていますか）は、北森鴻による日本の短編推理小説。およびそれを表題作とする短編集。
「《香菜里屋》シリーズ」の第4作目で、最終作。常連客たちが各々の事情で去って行き、工藤もある理由から店を畳み、姿を消してしまう。店の名前の由来や工藤と香月の過去が明らかになる。

## あらすじ

### ラストマティーニ
- 初出：『IN★POCKET』（講談社） 2006年8月号

腕の悪い電気屋のせいで一切の電気製品が使えなくなってしまい、やむを得ず臨時休業することになった、《バー香月》の香月圭吾。
定休日の恒例になっていたバー巡りで香月は、谷川という初老の男性が一人でやっている《バー谷川》を訪れる。香月は昔ながらのカクテルを味わえるこの店を気に入っていた。香月は、最後に注文した一杯のマティーニに口を付けると、その異常に気づいた。香月はバーマンとして谷川を責める。
その直後に香月は《香菜里屋》を訪れ、谷川の失敗を伝える。それから数日後、谷川は店を畳んでしまう。その理由に工藤はただ一人気付いていた。

### プレジール
- 初出：『IN★POCKET』 2006年12月号

結婚が決まり、彼の実家の山口に引っ越すことになった飯島七緒。ここ《香菜里屋》に来られるのもあと数回か、そんなことを考えながら、飲み歩き仲間だった峰岸明美のことが気にかかっていた。
自宅で介護をしていた祖母が亡くなり、介護疲れで入退院を繰り返していた母親もこれで楽になる、そう考えた明美は、七緒たちとの飲み歩きを再開する。
だが、店で出されたモツ煮を見た途端、明美は吐き気を催し、帰ってしまう。後日同じように《バー香月》では、酔客が持ってきたおでんを見て、明美はひどい嘔吐を繰り返してしまった。
その後明美は姿を消し、自分を鍛えたいから、母親の実家がある下仁田で働いているという手紙が七緒の元に届く。一体明美に何があったのか。

### 背表紙の友
- 初出：『IN★POCKET』 2007年2月号

東山朋生が中学生の時、クラスで流行った山田風太郎の「忍法帖シリーズ」。余りにも官能的すぎる表紙のせいで、恥ずかしくて買う決断が出来なかった少年時代の東山は、値段が同じ別の本とカバーを取り替えてしまうという妙案を思いつく。1冊うまくいき、その面白さに取り付かれると、2冊、3冊と同じことを繰り返した。
…と、《香菜里屋》で知り合った浜口という男に滔々と語ってしまった東山。それを聞いていたマスターの工藤は、なぜそういう話になったのだったか疑問に思っていた。
技術畑でずっと働いてきた東山は、大きなプロジェクトを成功させた後に休暇で雫石に出かけた。数日の滞在だったが、多忙な旅館の主人と懇意になり、東山は会社を辞め、そこの番頭になろうと決断を下す。間もなく《香菜里屋》に、「背表紙の友」と名乗る、浜口と思しき人物から極上の馬肉が東山宛てに届けられる。浜口の正体とは…。

### 終幕の風景
- 初出：『IN★POCKET』 2007年6月号

久しぶりに寄った《香菜里屋》に、何となく感じた違和感。特に内装が変わった訳でもなく、違和感の理由が全く分からない。
若村という客が《香菜里屋》名物のタンシチューを求める。最近はいいタンが手に入らないからと断ると、その男は途端に機嫌を悪くする。《香菜里屋》の絶品のタンシチューをエサに連れの女の子とのデートにこぎ着けたからのようだった。不満を隠そうとしない若村の様子に、周りの他の客の雰囲気も険悪になるが、工藤の機転で場は収まった。
後日、《バー香月》で若村と再会する。《香菜里屋》にタンシチューがなかったことを話すと、香月の様子が変わる。「工藤が何をするつもりなのかは分からない」、そう語りながらも、香月は全てを承知しているようだった。
間もなく、工藤は書き上げた1通の手紙を香月に託し、常連客だった人々に深々と頭を下げ、去って行った。

### 香菜里屋を知っていますか
- 初出：書き下ろし

《香菜里屋》を知りませんか、確か三軒茶屋にあった筈なんですが。
下北沢の骨董屋・雅蘭堂の主人・越名集治の元に、男が《香菜里屋》と工藤の行方を聞きにくる。懐かしさを感じ、あの店の素晴らしさを聞かせるが、何だか男の様子に悪意を感じ、工藤と親しかった香月を紹介する。
後日、越名は《バー香月》を訪ねるが、あの男は来ていないという。その日、店舗を持たない骨董屋・旗師の宇佐見陶子が店にやって来る。男は陶子の元にも現れ、工藤のことを聞いていったという。男の名は、時田雅夫、かつて工藤と香月が修業していた店で働いていた男だった。
時田は蓮丈那智の元にまで現れる。全ての事情を香月から聞いていた那智は、ある結論に至る。